# Campo santo

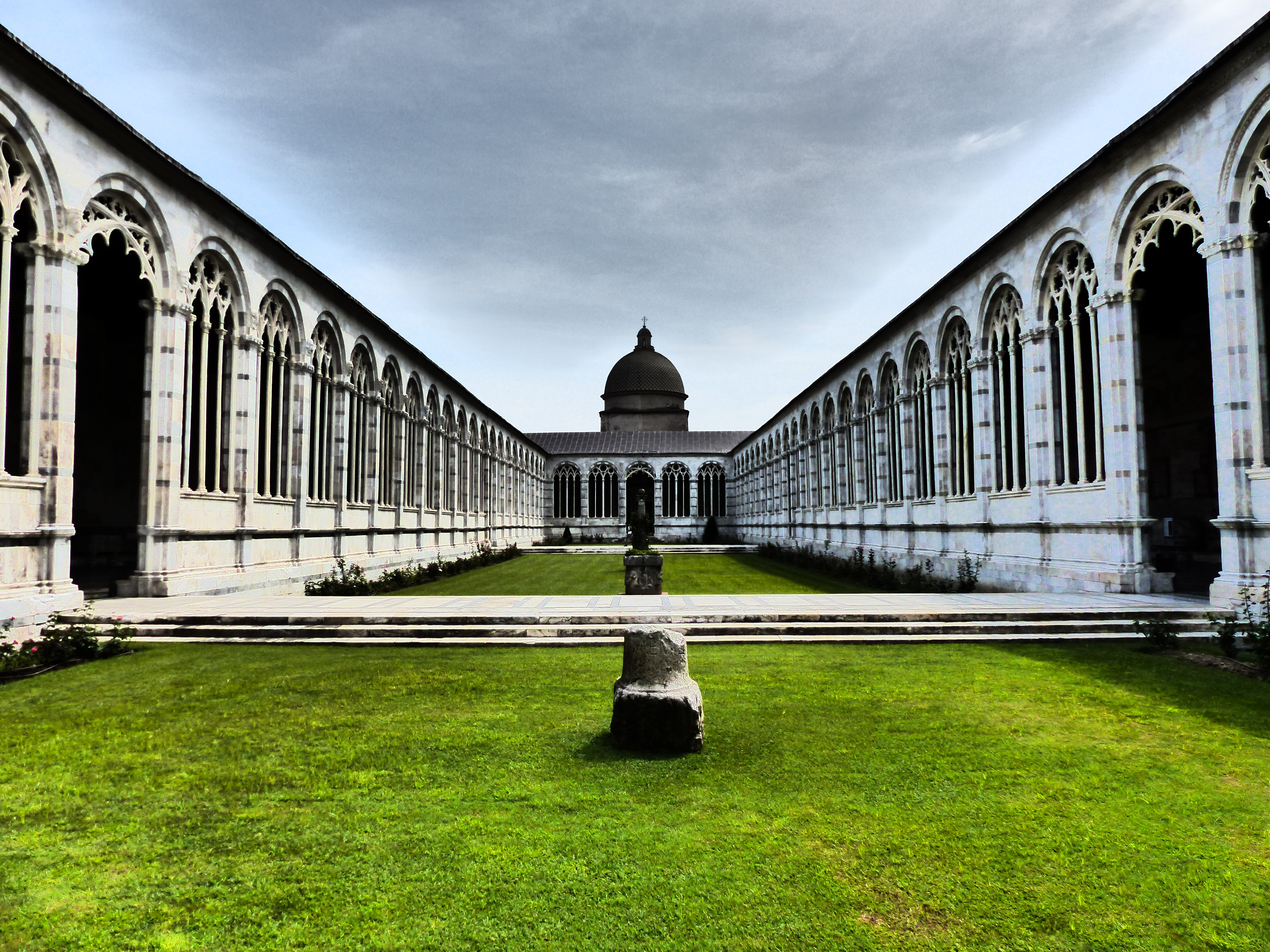
Camposanto w Pizie

Campo santo (wł. dosł. „święte pole”) – rodzaj cmentarza spotykany we włoskich zespołach sakralnych w postaci zamkniętego czworoboku z krużgankami otwartymi do wnętrza. 
Nazwę tę przyjęto we Włoszech dla założenia architektonicznego w formie czworokątnego dziedzińca z częścią ogrodową, okolonego krużgankiem otwartym do wewnątrz krużgankiem arkadowym albo kolumnowym. W jego wewnętrznej ścianie umieszczano grobowce oraz epitafia; często łączył się z przylegającą do jednego boku kaplicą. Znany już od XIII stulecia, we Włoszech ten typ cmentarza utrzymał się do I połowy XIX wieku.
Najbardziej znany i najlepiej zachowany historyczny cmentarz tego rodzaju znajduje się w Pizie – Camposanto Monumentale; pochodzi XIII-XV wieku, położony jest w pobliżu miejscowej katedry. Jego specyficzną scenerię (wraz z opisem) wykorzystał Józef Ignacy Kraszewski we współczesnej  powieści obyczajowej Na cmentarzu – na wulkanie, powstałej podczas kolejnej podróży do Włoch w 1863 roku. 